# Mohamed Hamed Al-Bishi
Mohamed Hamed Al-Bishi (arab. ‏محمد حامد البيشي‎, ur. 29 października 1975) – saudyjski lekkoatleta, sprinter.
Brał udział w sztafecie 4×100 metrów na Letnich Igrzyskach Olimpijskich 1996 i w  2000 roku.